# Estadio Fortín de Villa Luro
El Estadio Vélez Sarsfield, conocido popularmente como el Fortín y en la actualidad como Viejo Fortín, fue un recinto deportivo propiedad del club homónimo, ubicado en la ciudad de Buenos Aires, Argentina. Se situaba en la calle Basualdo 436, en el barrio de Villa Luro.
Fue inaugurado el 16 de marzo de 1924 en un partido entre Vélez Sarsfield y River Plate, el cual terminó en victoria del local por 2 a 1. No tenía nombre propio, por lo cual era conocido popularmente como «el Fortín» por la similitud de su entrada con estas edificaciones.
Cuando el club Vélez Sarsfield atravesó su momento más crítico, se vio obligado a abandonar sus antiguas instalaciones. Actualmente tiene su sede en Liniers: el estadio José Amalfitani, que de igual forma es apodado  «el Fortín» por ser sucesor de este recinto.

## Historia
Fue inaugurado el 16 de marzo de 1924 en el barrio de Villa Luro, en un predio alquilado en la manzana delimitada por las calles Basualdo, Pizarro, Guardia Nacional y Schmidl, en la Ciudad de Buenos Aires. Originalmente ubicado en Basualdo 436, el estadio estaba construido con tablones de madera y presenció importantes eventos deportivos argentinos. A lo largo de los años, se convirtió en un punto central de la historia del fútbol nacional, siendo el escenario del primer partido nocturno con iluminación eléctrica del país el 7 de diciembre de 1928.
Sin embargo, en 1940, el club Vélez atravesó una crisis profunda, perdiendo la categoría y enfrentando problemas económicos que llevaron al desalojo del predio donde se encontraba el estadio original en 1941. A pesar de ello, el club renació bajo la dirección de José Amalfitani y con el apoyo del gobierno nacional, trasladando sus instalaciones al barrio vecino de Liniers en 1947. Se inauguró el nuevo estadio José Amalfitani ese mismo año.
A pesar de la desaparición física del Fortín de Villa Luro, su importancia en la historia del club y del barrio se reconoce, como lo evidencia la propuesta de una placa conmemorativa presentada por el legislador Juan Pablo Modarelli, respaldada por las Juntas Comunales de las Comunas 9 y 10 y vecinos del barrio, para reconocer el lugar como un emblema histórico y de identidad barrial. Esta propuesta resalta la inauguración del estadio en 1924 como un hito en la historia de Villa Luro, recordado incluso en la Ley 949 del año 2002, que establece el 1° de diciembre como el Día del Barrio de Villa Luro.